# トリスタン・グレイ
トリスタン・コルビー・グレイ（Tristan Colby Gray, 1996年3月22日 - ）は、 アメリカ合衆国テキサス州ヒューストン出身のプロ野球選手（内野手）。右投左打。MLBのタンパベイ・レイズ所属。

## 経歴

### プロ入り前
2014年のMLBドラフト37巡目（全体1105位）でニューヨーク・メッツから指名されたが、この時は契約せずにライス大学へ進学した。

### プロ入りとパイレーツ傘下時代
2017年のMLBドラフト13巡目（全体388位）でピッツバーグ・パイレーツから指名され、プロ入り。契約後、傘下のA-級ウェストバージニア・ブラックベアーズでプロデビュー。53試合に出場して打率.269、7本塁打、37打点、5盗塁を記録した。

### レイズ時代
2018年2月22日にコーリー・ディッカーソンとのトレードで、ダニエル・ハドソンと共にタンパベイ・レイズへ移籍した。シーズンでは傘下のA+級シャーロット・ストーンクラブズでプレーし、118試合に出場して打率.238、13本塁打、69打点、5盗塁を記録した。
2019年はAA級モンゴメリー・ビスケッツでプレーし、101試合に出場して打率.225、17本塁打、64打点、2盗塁を記録した。オフにはオーストラリアン・ベースボールリーグのパース・ヒートでプレーした。
2020年は新型コロナウイルスの影響でマイナーリーグの試合が開催されなかったため、レイズ傘下での公式戦の出場は無かった。そのため、この年は独立リーグであるコンステレーション・エナジー・リーグに所属するシュガーランド・スキーターズでプレーした。
2021年はAAA級ダーラム・ブルズでプレーし、75試合に出場して打率.246、8本塁打、33打点、1盗塁を記録した。
2022年もAAA級ダーラムでプレーし、124試合に出場して打率.225、33本塁打、89打点、4盗塁を記録した。
2023年、マイナーではAAA級ダーラムでプレーし、132試合に出場して打率.235、30本塁打、98打点、2盗塁を記録した。9月16日にメジャー契約を結んでアクティブ・ロースター入りした。同日のボルチモア・オリオールズ戦にて6回裏に一塁手に就いてからメジャーデビューすると、翌日の同カードでは「8番・遊撃手」で先発出場して初安打・初本塁打を記録した。この年メジャーでは上記のオリオールズ戦2試合に出場して打率.400、1本塁打、1打点を記録した。オフの11月6日にFAとなった。

### マーリンズ時代
2023年11月16日にマイアミ・マーリンズとマイナー契約を結んだ。
2024年は開幕から傘下のAAA級ジャクソンビル・ジャンボシュリンプでプレーし、5月12日にメジャー契約を結んでアクティブ・ロースター入りした。マーリンズでは7試合に出場して7打数無安打と結果を残せず、8月26日にDFAとなった。

### アスレチックス時代
2024年8月27日にウェイバー公示を経てオークランド・アスレチックスへ移籍した。アスレチックスでは8試合に出場して打率.143だった。

### ホワイトソックス傘下時代
2024年10月31日にウェイバー公示を経てプロ入り時の古巣であるパイレーツへ移籍したが、2025年1月20日にDFAとなり、27日にマイナー契約となった後、28日にFAとなった。
その後、2025年1月30日にシカゴ・ホワイトソックスとマイナー契約を結んだ。シーズンでは開幕からAAA級シャーロット・ナイツでプレーしていた。7月5日にメジャー契約を結んでアクティブ・ロースター入りしたが、試合に出場することが無いまま3日後にルイス・ロベルト・ジュニアの復帰に伴い、オプションでAAA級シャーロットへ戻された。

### レイズ復帰
2025年7月26日に金銭トレードで、レイズへ移籍した。

## 詳細情報

### 年度別打撃成績
| 年 度    | 球 団    | 試 合 | 打 席 | 打 数 | 得 点 | 安 打 | 二 塁 打 | 三 塁 打 | 本 塁 打 | 塁 打 | 打 点 | 盗 塁 | 盗 塁 死 | 犠 打 | 犠 飛 | 四 球 | 敬 遠 | 死 球 | 三 振 | 併 殺 打 | 打 率 | 出 塁 率 | 長 打 率 | O P S |
| -------- | -------- | ----- | ----- | ----- | ----- | ----- | -------- | -------- | -------- | ----- | ----- | ----- | -------- | ----- | ----- | ----- | ----- | ----- | ----- | -------- | ----- | -------- | -------- | ----- |
| 2023     | TB       | 2     | 5     | 5     | 1     | 2     | 0        | 0        | 1        | 5     | 1     | 0     | 0        | 0     | 0     | 0     | 0     | 0     | 0     | 0        | .400  | .400     | 1.000    | 1.400 |
| 2024     | MIA      | 7     | 7     | 7     | 0     | 0     | 0        | 0        | 0        | 0     | 0     | 0     | 0        | 0     | 0     | 0     | 0     | 0     | 3     | 0        | .000  | .000     | .000     | .000  |
| 2024     | OAK      | 8     | 24    | 21    | 0     | 3     | 1        | 0        | 0        | 4     | 0     | 0     | 0        | 0     | 0     | 3     | 0     | 0     | 13    | 0        | .143  | .250     | .190     | .440  |
| '24計    | OAK      | 15    | 31    | 28    | 0     | 3     | 1        | 0        | 0        | 4     | 0     | 0     | 0        | 0     | 0     | 3     | 0     | 0     | 16    | 0        | .107  | .194     | .143     | .336  |
| MLB：2年 | MLB：2年 | 17    | 36    | 33    | 1     | 5     | 1        | 0        | 1        | 9     | 1     | 0     | 0        | 0     | 0     | 3     | 0     | 0     | 16    | 0        | .152  | .222     | .273     | .495  |

- 2024年度シーズン終了時

### 背番号
- 9（2023年）
- 56（2024年 - 同年途中）
- 16（2024年途中 - 同年終了）
- 10（2025年 - ）